# Liste der Kulturdenkmale in Zeitz (Stadt)
- Karte mit allen Koordinaten:
- OSM |
- WikiMap

In der Liste der Kulturdenkmale in Zeitz (Stadt) sind die Kulturdenkmale der Stadt Zeitz ohne Ortsteile (Anm.: auf Grund der großen Anzahl siehe Liste der Kulturdenkmale in Zeitz) aufgelistet. Grundlage ist das Denkmalverzeichnis des Landes Sachsen-Anhalt, das auf Basis des Denkmalschutzgesetzes des Landes Sachsen-Anhalt vom 21. Oktober 1991 durch das Landesamt für Denkmalpflege und Archäologie Sachsen-Anhalt erstellt und seither laufend ergänzt wurde (Stand: 31. Dezember 2024).

## Stadtbefestigung
| Lage    | Bezeichnung      | Beschreibung | Erfassungs- nummer | Ausweisungsart | Bild           |
| ------- | ---------------- | --- | ------------------ | -------------- | -------------- |
| (Karte) | Stadtbefestigung | erhalten gebliebene Teile entlang folgenden Straßenverlaufs An der Stadtmauer hinter Neumarkt bis Neumarktstr., Parzellenstr., Voigtsmauer, Freiheit, rekonstruierte Reste im Rathausgarten, Steinsgraben und entlang Steinstraße, Nicolaistraße bis Turmstraße am Wasserberg | 094 85109          | Denkmalbereich | Weitere Bilder |

## Altstadt
| Lage | Bezeichnung                         | Beschreibung | Erfassungs- nummer | Ausweisungsart               | Bild           |
| --- | ----------------------------------- | --- | ------------------ | ---------------------------- | -------------- |
| Altmarkt 1 bis 24, An der Stadtmauer 1, 8, 15, 21a, Baderstraße 1 bis 4, 6, 7, Besenstraße 1 bis 5, 5a, 6, 7, Braustraße 1 bis 6, Brüderstraße 1 bis 14, 15/16, 18/19, 20, Brühl 1 bis 14, 14b, 15 bis 38, Domherrenstraße 1 bis 8, Fischstraße 1 bis 6, Freiheit 2 bis 10, 13, 16 bis 21, 23, 25, Gewandhausstraße 1, 2, 2a, 3, 4, Judenstraße 1, 2, 3/4, 5 bis 8, Kalkstraße 1 bis 40, Kramerstraße 1 bis 24, Messerschmiedestraße 1 bis 27, Michaeliskirchhof 1 bis 11, 11a, Neumarkt 1 bis 40, Neumarktstraße 1/2, 3, 5, 7/7a, 8 bis 12, 14, Nicolaiplatz 1-3, 4 bis 6, 9 bis 11, Nicolaistraße 1 bis 6, Parzellenstraße 1, 5, 6, 7, 9 bis 21, Querstraße 2 bis 5, Rahnestraße 1 bis 26, Ritterstraße 1 bis 18, Roßmarkt 1 bis 24, Roßstraße 3, 4, Rothestraße 1 bis 49, Salzstraße 1 bis 4, Scharrenstraße 1, 2, 3/4, 5/6, 7 bis 34, Schloßstraße 6/7, 11, Schulstraße 1 bis 5, Steinstraße 1, 3, 3a, 5 bis 11, Turmstraße 1 bis 7, 7a, Voigtsmauer 2, 2a, 3, 3a, 3b, 4, 5, 6, Voigtsstraße 1 bis 31, Wendische Straße 1 bis 21, 26 bis 35 (Karte) | Altstadt                            | Stadtdenkmal innerhalb der größtenteils erhaltenen Stadtbefestigung sowie des Schlossbezirks; Straßennetz mit einer vom 13.-20. Jh. gewachsenen Bebauung; Querschnitt durch verschiedenste Stilepochen; ältester Stadtteil ist die Unterstadt um Brühl und Nicolaiplatz (9./10. Jh.), Jakobskirche 1089 oder 1090 von Wiprecht von Groitzsch in Brand gesteckt, Nachfolgebau Nikolaikirche (1147 urkundlich erwähnt, 1821 abgebrochen); Oberstadt regelmäßig geplant, ab ca. 1100 entstanden, Michaeliskirche 1154 erstmals urkundlich erwähnt; Gründung des Franziskanerklosters 1238; im 16. Jh. Erweiterung in Richtung Turmstraße und Freiheit | 094 85376          | Denkmalbereich               | Weitere Bilder |
| Oberstadt (Karte) | Unterirdisches Zeitz                | Keller- und Führungsgangsystem Gang- und Kelleranlagen tw. aus der Zeit ab dem 12. Jahrhundert | 094 85134          | Baudenkmal                   | Weitere Bilder |
| Altmarkt 1 (Karte) | Rathaus Zeitz                       | von 1505 bis 1509 errichtetes und 1906 bis 1909 erweitertes Rathaus | 094 85153          | Baudenkmal                   | Weitere Bilder |
| Altmarkt 2 (Karte) | Wohnhaus                            | Wohnhaus, tw. direkt an ehemaliger Stadtmauer im 17. Jh errichtet; grenzt östlich an Rathaus Zeitz, mit Fachwerkanbau und historischen Hof, heute als Seniorenresidenz genutzt. | 094 85154          | Baudenkmal                   | Weitere Bilder |
| Altmarkt 3 (Karte) | Wohnhaus                            | Wohn- und Geschäftshaus, Südostseite Altmarkt, Ecke Kalkstraße; zweiteilig mit Wohnhaus zum Altmarkt und Geschäftshaus mit Bogengang zur Kalkstraße, vor dem Haus befindet sich eine der historischen Litfaßsäulen und in den Nischen zum Haus Kalkstraße 40 stehen 3 historischen Grenzsteine | 094 85155          | Baudenkmal                   | Weitere Bilder |
| Altmarkt 5 (Karte) | Wohn- und Geschäftshaus             | Wohn- und Geschäftshaus, Südseite Altmarkt, mit Geschäft im Erdgeschoß, grenzt westlich an Hotel „Zu den Drei Schwänen“ | 094 85156          | Baudenkmal                   | Weitere Bilder |
| Altmarkt 6 (Karte) | Hotel „Zu den Drei Schwänen“        | prunkvoller Hotelbau aus dem 16. Jh., ehemaliges Hotel „Zu den Drei Schwänen“ mit markanter Fassade und großen Bogenfenster-Vorbau sowie ausgebauten Kellergewölbe und großen Saal an Südseite (Hof Kalkstraße 38), am Giebel und über dem Eingang Fassadendekor mit Abbildung der drei Schwäne | 094 85157          | Baudenkmal                   | Weitere Bilder |
| Altmarkt 8 (Karte) | Gasthof „Zum Schwarzen Bär“         | | 094 85158          | Baudenkmal                   | Weitere Bilder |
| Altmarkt 11–13 (Karte) | Wohnhaus                            | | 094 85098          | Baudenkmal                   | Weitere Bilder |
| Altmarkt 15 (Karte) | Wohn- und Geschäftshaus             | | 094 85128          | Baudenkmal                   | Weitere Bilder |
| Altmarkt 16 (Karte) | Kaufhaus, sogenanntes Gewandhaus    | 1483 (Kern), 1531 (Gewölbe im EG), 1834/35 Umbau zur Bürgerschule, 1995 Glockenspiel im Dachturm | 094 85129          | Baudenkmal                   | Weitere Bilder |
| Altmarkt 21 (Karte) | Wohn- und Geschäftshaus Altmarkt 21 | Wohn- und Geschäftshaus zweigeschossiges Gebäude mit markantem Schweifgiebel aus dem Jahr 1609 | 094 85136          | Baudenkmal                   | Weitere Bilder |
| Altmarkt 23 (Karte) | Wohn- und Geschäftshaus             | Wohn- und Geschäftshaus | 094 86726          | Baudenkmal                   | Weitere Bilder |
| Altmarkt 24 (Karte) | Wohn- und Geschäftshaus             | | 094 85140          | Baudenkmal                   | Weitere Bilder |
| An der Stadtmauer 8 (Karte) | Wohnhaus                            | Stadtbildprägender teilweise auf der Stadtmauer gebauter Ziegelsteinbau mit drei straßenseitigen und fünf hangseitigen Geschossen | 094 85337          | Baudenkmal                   | Weitere Bilder |
| Besenstraße 4 (Karte) | Gartenhaus                          | | 094 86716          | Baudenkmal                   | BW             |
| Besenstraße 5a (Karte) | Wohnhaus                            | | 094 85339          | Baudenkmal                   | Weitere Bilder |
| Braustraße 6 (Karte) | Wohnhaus                            | | 094 85263          | Baudenkmal                   | Weitere Bilder |
| Brüderstraße 1 (Karte) | Wohn- und Geschäftshaus             | | 094 85160          | Baudenkmal                   | Weitere Bilder |
| Brüderstraße 2 (Karte) | Wohn- und Geschäftshaus             | | 094 85152          | Baudenkmal                   | Weitere Bilder |
| Brüderstraße 4 (Karte) | Apotheke                            | Schwanen-Apotheke | 094 85161          | Baudenkmal                   | Weitere Bilder |
| Brüderstraße 5 (Karte) | Wohn- und Geschäftshaus             | | 094 85162          | Baudenkmal                   | Weitere Bilder |
| Brüderstraße 6 (Karte) | Wohn- und Geschäftshaus             | | 094 85163          | Baudenkmal                   | Weitere Bilder |
| Brüderstraße 7 (Karte) | Wohnhaus                            | | 094 85164          | Baudenkmal                   | Weitere Bilder |
| Brüderstraße 11 (Karte) | Wohn- und Geschäftshaus             | | 094 85206          | Baudenkmal                   | Weitere Bilder |
| Brüderstraße 14 (Karte) | Wohn- und Geschäftshaus             | | 094 85207          | Baudenkmal                   | Weitere Bilder |
| Brüderstraße 15/16 (Karte) | Wohnhaus                            | | 094 85757          | Baudenkmal                   | Weitere Bilder |
| Brüderstraße 18/19, Schulstraße 1 (Karte) | Wohn- und Geschäftshaus             | | 094 85208          | Baudenkmal                   | Weitere Bilder |
| Brüderstraße 20 (Karte) | Apotheke                            | Mohren-Apotheke | 094 85211          | Baudenkmal                   | Weitere Bilder |
| Brüderstraße, Klosterkirchhof 2, 16, Schulstraße (Karte) | Ehemaliges Franziskanerkloster      | Kloster Komplett erhaltene spätmittelalterliche Anlage eines Bettelordens mit Klausur und Kirche; Kirche St. Franziskus, Antonius und Clara, Saalkirche, ab 13. Jh. errichtet, Dachstuhl 1516/17 (dendrochronologisch bestimmt); Klausur 15.-16. Jh. mit Kreuzgang | 094 85200          | Baudenkmal                   | Weitere Bilder |
| Klosterkirchhof 16 (Karte) | Kirche                              | Kirche | 094 85200 001      | Teilobjekt eines Baudenkmals | Weitere Bilder |
| Brühl 3 (Karte) | Ackerbürgerhof                      | Ackerbürgerhof | 094 85212          | Baudenkmal                   | Weitere Bilder |
| Brühl 4 (Karte) | Wohnhaus                            | Palais von Einsiedel | 094 85213          | Baudenkmal                   | Weitere Bilder |
| Brühl 11 (Karte) | Palais                              | Palais Seckendorf | 094 10377          | Baudenkmal                   | Weitere Bilder |
| Brühl 14b (Karte) | Pfarrhaus                           | | 094 85216          | Baudenkmal                   | Weitere Bilder |
| Brühl 17 (Karte) | Wohn- und Geschäftshaus             | | 094 85233          | Baudenkmal                   | Weitere Bilder |
| Brühl 23 (Karte) | Palais                              | | 094 85234          | Baudenkmal                   | Weitere Bilder |
| Brühl 24 (Karte) | Wohnhaus                            | | 094 85217          | Baudenkmal                   | Weitere Bilder |
| Brühl 25 (Karte) | Gasthof                             | Kapitel-Schenke | 094 85235          | Baudenkmal                   | Weitere Bilder |
| Brühl 33 (Karte) | Wohnhaus                            | | 094 85238          | Baudenkmal                   | Weitere Bilder |
| Domherrenstraße 1 (Karte) | Schule                              | Julius-Pflug-Schule | 094 85239          | Baudenkmal                   | Weitere Bilder |
| Domherrenstraße 2, 3, 4 (Karte) | Postamt                             | | 094 85240          | Baudenkmal                   | Weitere Bilder |
| Domherrenstraße 7 (Karte) | Stadthof                            | | 094 10347          | Baudenkmal                   | Weitere Bilder |
| Domherrenstraße 8 (Karte) | Wohnhaus                            | | 094 85241          | Baudenkmal                   | Weitere Bilder |
| Fischstraße 1 (Karte) | Wohn- und Geschäftshaus             | | 094 85370          | Baudenkmal                   | Weitere Bilder |
| Fischstraße 3 (Karte) | Wohn- und Geschäftshaus             | | 094 85685          | Baudenkmal                   | Weitere Bilder |
| Fischstraße 6 (Karte) | Wohn- und Geschäftshaus             | | 094 85222          | Baudenkmal                   | Weitere Bilder |
| Judenstraße 3/4 (Karte) | Kino                                | Capitol-Lichtspiele, Architekt Carl Fugmann | 094 85341          | Baudenkmal                   | Weitere Bilder |
| Judenstraße 6 (Karte) | Wohn- und Geschäftshaus             | | 094 85369          | Baudenkmal                   | Weitere Bilder |
| Judenstraße 7 (Karte) | Wohnhaus                            | | 094 85342          | Baudenkmal                   | Weitere Bilder |
| Judenstraße 8, 8a (Karte) | Wohn- und Geschäftshaus             | | 094 85368          | Baudenkmal                   | Weitere Bilder |
| Kalkstraße 8 (Karte) | Wandbild                            | Wandbild, 2018 als Kleindenkmal ausgewiesen | 094 66230          | Kleindenkmal                 | Wandbild       |
| Kalkstraße 9 (Karte) | Wohn- und Geschäftshaus             | | 094 85242          | Baudenkmal                   | Weitere Bilder |
| Kalkstraße 10 (Karte) | Wohn- und Geschäftshaus             | Wohn- und Geschäftshaus Im Jahr 2023 in das Denkmalverzeichnis eingetragen. | 094 18902          | Baudenkmal                   | Weitere Bilder |
| Kalkstraße 11 (Karte) | Wohn- und Geschäftshaus             | | 094 85373          | Baudenkmal                   | Weitere Bilder |
| Kalkstraße 12 (Karte) | Wohn- und Geschäftshaus             | | 094 85374          | Baudenkmal                   | Weitere Bilder |
| Kalkstraße 13 (Karte) | Wohn- und Geschäftshaus             | | 094 85375          | Baudenkmal                   | Weitere Bilder |
| Kalkstraße 14 (Karte) | Wohnhaus                            | | 094 85377          | Baudenkmal                   | Weitere Bilder |
| Kalkstraße 15 (Karte) | Wohn- und Geschäftshaus             | | 094 85378          | Baudenkmal                   | Weitere Bilder |
| Kalkstraße 18 (Karte) | Kapelle                             | Martinskapelle | 094 85379          | Baudenkmal                   | Weitere Bilder |
| Kalkstraße 21, 22 (Karte) | Torhaus                             | | 094 85380          | Baudenkmal                   | Weitere Bilder |
| Kalkstraße 23 (Karte) | Wohnhaus                            | | 094 85381          | Baudenkmal                   | Weitere Bilder |
| Kalkstraße 24 (Karte) | Wohnhaus                            | abgerissen 2015 | 094 86758          | Baudenkmal                   | Weitere Bilder |
| Kalkstraße 27 (Karte) | Wohnhaus                            | | 094 85383          | Baudenkmal                   | Weitere Bilder |
| Kalkstraße 30 (Karte) | Wohn- und Geschäftshaus             | | 094 85384          | Baudenkmal                   | Weitere Bilder |
| Kalkstraße 36 (Karte) | Wohn- und Geschäftshaus             | | 094 85386          | Baudenkmal                   | Weitere Bilder |
| Kalkstraße 37 (Karte) | Wohnhaus                            | | 094 85387          | Baudenkmal                   | Weitere Bilder |
| Kalkstraße 38 (Karte) | Wohn- und Geschäftshaus             | | 094 85388          | Baudenkmal                   | Weitere Bilder |
| Kalkstraße 40 (Karte) | drei Grenzsteine                    | historische 3 Grenzsteine in den Rundnischen zum Bogengang Altmark 3 | 094 85389          | Baudenkmal                   | BW             |
| Kramerstraße 3 (Karte) | Wohn- und Geschäftshaus             | | 094 85390          | Baudenkmal                   | Weitere Bilder |
| Kramerstraße 4 (Karte) | Wohn- und Geschäftshaus             | | 094 85391          | Baudenkmal                   | Weitere Bilder |
| Kramerstraße 5/6 (Karte) | Wohn- und Geschäftshaus             | | 094 85392          | Baudenkmal                   | Weitere Bilder |
| Kramerstraße 9 (Karte) | Wohn- und Geschäftshaus             | | 094 85394          | Baudenkmal                   | Weitere Bilder |
| Kramerstraße 13 (Karte) | Wohn- und Geschäftshaus             | | 094 85396          | Baudenkmal                   | Weitere Bilder |
| Kramerstraße 14 (Karte) | Wohn- und Geschäftshaus             | | 094 85397          | Baudenkmal                   | Weitere Bilder |
| Kramerstraße 19/20 (Karte) | Kaufhaus                            | | 094 85400          | Baudenkmal                   | Weitere Bilder |
| Kramerstraße 21 (Karte) | Wohn- und Geschäftshaus             | | 094 85401          | Baudenkmal                   | Weitere Bilder |
| Kramerstraße 22 (Karte) | Wohn- und Geschäftshaus             | | 094 85403          | Baudenkmal                   | Weitere Bilder |
| Kramerstraße 23 (Karte) | Wohn- und Geschäftshaus             | | 094 85404          | Baudenkmal                   | Weitere Bilder |
| Messerschmiedestraße 4 (Karte) | Wohnhaus                            | | 094 17918          | Baudenkmal                   | Weitere Bilder |
| Messerschmiedestraße 5 (Karte) | Wohnhaus                            | | 094 17919          | Baudenkmal                   | Weitere Bilder |
| Messerschmiedestraße 6 (Karte) | Wohnhaus                            | | 094 17920          | Baudenkmal                   | Weitere Bilder |
| Messerschmiedestraße 7 (Karte) | Wohnhaus                            | | 094 85686          | Baudenkmal                   | Weitere Bilder |
| Messerschmiedestraße 8 (Karte) | Wohnhaus                            | | 094 17921          | Baudenkmal                   | Weitere Bilder |
| Messerschmiedestraße 9 (Karte) | Wohnhaus                            | | 094 17922          | Baudenkmal                   | Weitere Bilder |
| Messerschmiedestraße 13 (Karte) | Wohnhaus                            | Wohnhaus | 094 17923          | Baudenkmal                   | Weitere Bilder |
| Messerschmiedestraße 14 (Karte) | Wohnhaus                            | | 094 17924          | Baudenkmal                   | Weitere Bilder |
| Messerschmiedestraße 15 (Karte) | Wohnhaus                            | | 094 17925          | Baudenkmal                   | Weitere Bilder |
| Messerschmiedestraße 18/19 (Karte) | Wohnhaus                            | Wohnhaus | 094 17927          | Baudenkmal                   | Weitere Bilder |
| Messerschmiedestraße 24 (Karte) | Wohnhaus                            | | 094 17929          | Baudenkmal                   | Weitere Bilder |
| Messerschmiedestraße 25 (Karte) | Wohnhaus                            | | 094 17930          | Baudenkmal                   | Weitere Bilder |
| Messerschmiedestraße 26 (Karte) | Wohnhaus                            | | 094 17931          | Baudenkmal                   | Weitere Bilder |
| Michaeliskirchhof (Karte) | Kirche                              | Michaeliskirche | 094 85210          |                              | Weitere Bilder |
| Michaeliskirchhof 8 (Karte) | Wohnhaus                            | | 094 18313          | Baudenkmal                   | Weitere Bilder |
| Michaeliskirchhof 9 (Karte) | Wohnhaus                            | Superintendentur | 094 05666          | Baudenkmal                   | Weitere Bilder |
| Michaeliskirchhof 10 (Karte) | Wohnhaus                            | | 094 17935          | Baudenkmal                   | Weitere Bilder |
| Michaeliskirchhof 11 (Karte) | Wohnhaus                            | | 094 85405          | Baudenkmal                   | Weitere Bilder |
| Michaeliskirchhof 11a (Karte) | Wohnhaus                            | | 094 85406          | Baudenkmal                   | Weitere Bilder |
| Neumarkt 1 (Karte) | Wohnhaus                            | | 094 85407          | Baudenkmal                   | BW             |
| Neumarkt 6 (Karte) | Wohn- und Geschäftshaus             | | 094 85409          | Baudenkmal                   | Weitere Bilder |
| Neumarkt 9 (Karte) | Wohnhaus                            | | 094 96020          | Baudenkmal                   | Weitere Bilder |
| Neumarkt 10 (Karte) | Wohn- und Geschäftshaus             | | 094 85410          | Baudenkmal                   | Weitere Bilder |
| Neumarkt 15 (Karte) | Gasthaus                            | Gasthaus am Neumarkt | 094 85411          | Baudenkmal                   | Weitere Bilder |
| Neumarkt 19 (Karte) | Wohnhaus                            | | 094 85413          | Baudenkmal                   | Weitere Bilder |
| Neumarkt 21 (Karte) | Wohn- und Geschäftshaus             | | 094 96021          | Baudenkmal                   | Weitere Bilder |
| Neumarkt 24 (Karte) | Wohn- und Geschäftshaus             | | 094 85149          | Baudenkmal                   | Weitere Bilder |
| Neumarkt 25 (Karte) | Wohnhaus                            | | 094 85414          | Baudenkmal                   | Weitere Bilder |
| Neumarkt 27 (Karte) | Wohn- und Geschäftshaus             | | 094 85415          | Baudenkmal                   | Weitere Bilder |
| Nicolaiplatz 1-3 (Karte) | Kaufmannshof                        | | 094 85417          | Baudenkmal                   | Weitere Bilder |
| Nicolaiplatz 6 (Karte) | Wohnhaus                            | | 094 85419          | Baudenkmal                   | Weitere Bilder |
| Nicolaiplatz 9 (Karte) | Wohnhaus                            | | 094 96022          | Baudenkmal                   | Weitere Bilder |
| Nicolaiplatz 10 (Karte) | Wohn- und Geschäftshaus             | | 094 96023          | Baudenkmal                   | Weitere Bilder |
| Nicolaiplatz 11 (Karte) | Wohn- und Geschäftshaus             | | 094 96024          | Baudenkmal                   | Weitere Bilder |
| Nicolaistraße 6 (Karte) | Wohn- und Geschäftshaus             | | 094 85420          | Baudenkmal                   | Weitere Bilder |
| Rahnestraße 3 (Karte) | Wohnhaus                            | | 094 85422          | Baudenkmal                   | Weitere Bilder |
| Rahnestraße 4 (Karte) | Wohnhaus                            | | 094 85423          | Baudenkmal                   | Weitere Bilder |
| Rahnestraße 5 (Karte) | Wohn- und Geschäftshaus             | | 094 85424          | Baudenkmal                   | Weitere Bilder |
| Rahnestraße 6, 7 (Karte) | Wohn- und Geschäftshaus             | | 094 85425          | Baudenkmal                   | Weitere Bilder |
| Rahnestraße 10 (Karte) | Wohnhaus                            | Wohnhaus, 2019 als Denkmal ausgewiesen. | 094 66241          | Baudenkmal                   | Weitere Bilder |
| Rahnestraße 11 (Karte) | Palais                              | | 094 85426          | Baudenkmal                   | Weitere Bilder |
| Rahnestraße 15 (Karte) | Wohnhaus                            | | 094 85427          | Baudenkmal                   | Weitere Bilder |
| Rahnestraße 16 (Karte) | Wohnhaus                            | Alte Post | 094 10368          | Baudenkmal                   | Weitere Bilder |
| Rahnestraße 17 (Karte) | Wohn- und Geschäftshaus             | | 094 85428          | Baudenkmal                   | Weitere Bilder |
| Rahnestraße 18 (Karte) | Wohnhaus                            | | 094 85429          | Baudenkmal                   | Weitere Bilder |
| Rahnestraße 20 (Karte) | Wohn- und Geschäftshaus             | | 094 85430          | Baudenkmal                   | Weitere Bilder |
| Ritterstraße 1 (Karte) | Ackerbürgerhof                      | Zweistöckiger Bruchstein-/Fachwerkbau, einer der bedeutendsten spätgotischen Fachwerkbauten im südlichen Mitteldeutschland, dendrochronologisch auf 1505 datiert, Straßenseite im 18./19. Jh. erneuert; im Durchgang zum Neumarkt kleiner spätgotischer Bruchsteinspeicher; Torbogen zwischen Speicher und Hauptgebäude | 094 85432          | Baudenkmal                   | Weitere Bilder |
| Ritterstraße 8 (Karte) | Ackerbürgerhof                      | | 094 85433          | Baudenkmal                   | Weitere Bilder |
| Ritterstraße 10 (Karte) | Wohnhaus                            | | 094 85434          | Baudenkmal                   | Weitere Bilder |
| Ritterstraße 18 (Karte) | Wohn- und Geschäftshaus             | | 094 85436          | Baudenkmal                   | Weitere Bilder |
| Roßmarkt 3 (Karte) | Wohn- und Geschäftshaus             | | 094 85437          | Baudenkmal                   | Weitere Bilder |
| Roßmarkt 5 (Karte) | Wohn- und Geschäftshaus             | | 094 85438          | Baudenkmal                   | Weitere Bilder |
| Roßmarkt 11 (Karte) | Wohn- und Geschäftshaus             | | 094 85147          | Baudenkmal                   | Weitere Bilder |
| Roßmarkt 17 (Karte) | Wohn- und Geschäftshaus             | | 094 85439          | Baudenkmal                   | Weitere Bilder |
| Roßmarkt 18 (Karte) | Wohn- und Geschäftshaus             | | 094 85440          | Baudenkmal                   | Weitere Bilder |
| Roßmarkt 21 (Karte) | Wohn- und Geschäftshaus             | | 094 85441          | Baudenkmal                   | Weitere Bilder |
| Roßmarkt 24 (alt), Braustraße 6 (neu) (Karte) | Wohnhaus                            | siehe Braustraße 6 | 094 85442          | Baudenkmal                   | Weitere Bilder |
| Rothestraße 1 (Karte) | Wohnhaus                            | | 094 86730          | Baudenkmal                   | Weitere Bilder |
| Rothestraße 24 (Karte) | Wohnhaus                            | | 094 86736          | Baudenkmal                   | Weitere Bilder |
| Rothestraße 25 (Karte) | Wohnhaus                            | | 094 86737          | Baudenkmal                   | Weitere Bilder |
| Rothestraße 27 (Karte) | Wohnhaus                            | | 094 86739          | Baudenkmal                   | Weitere Bilder |
| Scharrenstraße 12 (Karte) | Wohnhaus                            | | 094 85447          | Baudenkmal                   | Weitere Bilder |
| Scharrenstraße 13 (Karte) | Wohnhaus                            | | 094 85448          | Baudenkmal                   | Weitere Bilder |
| Scharrenstraße 16 (Karte) | Keller                              | | 094 85449          | Baudenkmal                   | BW             |
| Scharrenstraße 17 (Karte) | Ackerbürgerhof                      | | 094 85450          | Baudenkmal                   | Weitere Bilder |
| Scharrenstraße 33 (Karte) | Wohnhaus                            | | 094 86704          | Baudenkmal                   | Weitere Bilder |
| Schloßstraße 6/7 (Karte) | Schloss Moritzburg                  | Schloss Im 9./10. als Ersatz für die Wallburg auf dem Posaer Berg errichtet. Von 968 bis 1028 Bistumssitz, dieser dann nach Naumburg verlegt. Bis zur Auflösung des Bistums weiterhin Residenz. Ursprünglich mittelalterliche Burganlage, bestehend aus Vorburg und Hauptburg sowie dem Dom an der Südseite. Am Ende des Dreißigjährigen Kriegs zerstört und als barockes Residenzschloss für die Herzöge der Sekundogenitur Sachsen-Zeitz von 1657 bis 1678 durch die Architekten Moritz Richter d. Ä. und d. J. wiederaufgebaut. | 094 85175          |                              | Weitere Bilder |
| Schloßstraße 6 (Karte) | Dom                                 | Dom St. Peter und Paul, im Innenhof von Schloss Moritzburg | 094 85175 001      | Teilobjekt eines Baudenkmals | Weitere Bilder |
| Schloßstraße 11 (Karte) | Orangerie                           | Orangerie In der Vergangenheit wurde die Orangerie auch unter der Nummer 094 85454 als Baudenkmal geführt. | 094 85175 002      | Teilobjekt eines Baudenkmals | Weitere Bilder |
| Schulstraße 2 (Karte) | Wohnhaus                            | | 094 85456          | Baudenkmal                   | Weitere Bilder |
| Schulstraße 5 (Karte) | Waisenhaus                          | Wilhelminenstift | 094 85457          | Baudenkmal                   | Weitere Bilder |
| Steinstraße 3 (Karte) | Inschrifttafel                      | | 094 10253          | Baudenkmal                   | Weitere Bilder |
| Steinstraße 5 (Karte) | Wohnhaus                            | | 094 85458          | Baudenkmal                   | Weitere Bilder |
| Voigtstraße 13 (neu), Kalkstraße 32 (alt) (Karte) | Brauerei                            | Alte Brauerei, Oberes Brauhaus (auch als „Alte Mälzerei“ bezeichnet), historisches (nach 2000 saniertes) Mälzereigebäude und Braumeisterhaus aus dem 18. Jahrhundert, heute als Veranstaltungsort genutzt; mit aus Resten rekonstruierter Einfriedungsmauer, eines der letzten erhaltenen Fachwerkbauten im Altstadtbereich | 094 85385          | Baudenkmal                   | Weitere Bilder |
| Wendische Straße 3 (Karte) | Wohn- und Geschäftshaus             | | 094 85408          | Baudenkmal                   | Weitere Bilder |
| Wendische Straße 13 (Karte) | Keller                              | | 094 85464          | Baudenkmal                   | BW             |
| Wendische Straße 14 (Karte) | Keller                              | | 094 85687          | Baudenkmal                   | BW             |
| Wendische Straße 32 (Karte) | Wohn- und Geschäftshaus             | Dreigeschossiges Wohn- und Geschäftshaus aus gelbem Backstein mit manieristischer Putzgliederung, exemplarisch für die Gründerzeit, um 1900 | 094 86662          | Baudenkmal                   | Weitere Bilder |

## Ehemalige Kulturdenkmale
Die nachfolgenden Objekte waren ursprünglich ebenfalls denkmalgeschützt oder wurden in der Literatur als Kulturdenkmale geführt. Die Denkmale bestehen heute jedoch nicht mehr, ihre Unterschutzstellung wurde aufgehoben oder sie werden nicht mehr als Denkmale betrachtet.
| Lage | Bezeichnung                                                  | Beschreibung | Erfassungs- nummer | Ausweisungsart | Bild           |
| --- | ------------------------------------------------------------ | --- | ------------------ | -------------- | -------------- |
| Altenburger Straße 51/52 (Karte)                                                                          | Villa Altenburger Straße 51/52                               | Villa Im Jahr 2021 aus dem Denkmalverzeichnis gestrichen. | 094 86674          | Baudenkmal     | BW             |
| Altenburger Straße 51/52 (Karte)                                                                          | Wohnhaus                                                     | Wohnhaus 2022 nicht mehr vorhanden und daher aus dem Denkmalverzeichnis gestrichen. | 094 95890          | Baudenkmal     | Weitere Bilder |
| Am Mühlgraben 2                                                                                           | Wohnhaus                                                     | | 094 86748          |                |                |
| An der Stadtmauer 15                                                                                      | Wohnhaus                                                     | | 094 85338          |                |                |
| An der Stadtmauer 21a                                                                                     | Gartenhaus                                                   | | 094 85336          |                |                |
| Braustraße 4                                                                                              | Wohnhaus                                                     | | 094 85247          |                |                |
| Braustraße 5                                                                                              | Wohn- und Geschäftshaus                                      | | 094 85261          |                |                |
| Braustraße 2/3                                                                                            | Wohnhaus                                                     | | 094 85244          |                |                |
| Brühl 5 (Karte)                                                                                           | Ackerbürgerhof                                               | Abriss der Ruine 2018 | 094 85214          | Baudenkmal     | Weitere Bilder |
| Brühl 6                                                                                                   | Wohnhaus                                                     | | 094 85144          |                |                |
| Brühl 7                                                                                                   | Wohnhaus                                                     | | 094 85215          |                |                |
| Brühl 26, 27                                                                                              | Ackerbürgerhof                                               | | 094 85236          |                |                |
| Donaliesstraße 39                                                                                         | Wohnhaus                                                     | | 094 86632          |                |                |
| Freiligrathstraße 3a,b                                                                                    | Häusergruppe                                                 | | 094 85340          |                |                |
| Freiligrathstraße 43a, b, c                                                                               | Häusergruppe                                                 | | 094 85588          |                |                |
| Freiligrathstraße 51 (Karte)                                                                              | Fabrik                                                       | Ehemalige Pianofortefabrik Albert Fahr und des VEB DLK Zeitz. Die Fabrik wurde nach Hochwasser 2013 im Jahr 2015 abgebrochen. Die Austragung aus dem Denkmalverzeichnis erfolgte 2015. | 094 85592          |                | BW             |
| Freiligrathstraße 8, 9, 10                                                                                | Häusergruppe                                                 | | 094 85584          |                |                |
| Geraer Straße 1 (Karte)                                                                                   | Häusergruppe                                                 | Häusergruppe, nach genehmigtem Abbruch im Jahr 2018 aus dem Denkmalverzeichnis ausgetragen | 094 85577          | Denkmalbereich | Weitere Bilder |
| Geschwister-Scholl-Straße 1, 2                                                                            | Häusergruppe                                                 | | 094 95921          |                |                |
| Geschwister-Scholl-Straße 4 (Karte)                                                                       | Korrigenden-Anstalt                                          | Pflegeheim, Heilanstalt Im Jahr 2021 aus dem Denkmalverzeichnis gestrichen. | 094 95923          | Baudenkmal     | BW             |
| Geschwister-Scholl-Straße 11                                                                              | Forstamt                                                     | Oberförsterei | 094 95929          |                |                |
| Gleinaer Straße 27                                                                                        | Villa                                                        | | 094 85599          |                |                |
| Hasselweg 2                                                                                               | Villa                                                        | | 094 96213          |                |                |
| Hospitalstraße 5                                                                                          | Wohnhaus                                                     | | 094 95953          |                |                |
| Hospitalstraße 6                                                                                          | Wohnhaus                                                     | | 094 95954          |                |                |
| Hospitalstraße 7                                                                                          | Wohnhaus                                                     | | 094 95955          |                |                |
| Hospitalstraße 8                                                                                          | Wohnhaus                                                     | | 094 95956          |                |                |
| Hospitalstraße 9                                                                                          | Wohnhaus                                                     | | 094 95957          |                |                |
| Hospitalstraße 10                                                                                         | Wohnhaus                                                     | | 094 95959          |                |                |
| Hospitalstraße 11                                                                                         | Wohnhaus                                                     | | 094 95960          |                |                |
| Hospitalstraße 12                                                                                         | Wohnhaus                                                     | | 094 95961          |                |                |
| Hospitalstraße 17                                                                                         | Wohnhaus                                                     | | 094 95965          |                |                |
| Hospitalstraße 23                                                                                         | Wohnhaus                                                     | | 094 95966          |                |                |
| Hospitalstraße 24                                                                                         | Wohnhaus                                                     | | 094 95967          |                |                |
| Hospitalstraße 32                                                                                         | Wohnhaus                                                     | | 094 95973          |                |                |
| Hospitalstraße 33                                                                                         | Wohnhaus                                                     | | 094 95974          |                |                |
| Hospitalstraße 34                                                                                         | Wohnhaus                                                     | | 094 95975          |                |                |
| Hospitalstraße 35                                                                                         | Wohnhaus                                                     | | 094 95976          |                |                |
| Hospitalstraße 36                                                                                         | Wohnhaus                                                     | | 094 95977          |                |                |
| Hospitalstraße 9a                                                                                         | Wohnhaus                                                     | | 094 95958          |                |                |
| Klosterstraße 1,2 (Leerfläche), 3, 4, 5, 6, 7, 8, 9, 9a, 10, 11, 12, 13, 14, 14a, 15, 16, Posaer Straße 3 | Straßenzug                                                   | | 094 85609          |                |                |
| Kramerstraße 16                                                                                           | Wohn- und Geschäftshaus                                      | | 094 85399          |                |                |
| Kurt-Eisner-Straße 12                                                                                     | Wohnhaus                                                     | | 094 85546          |                |                |
| Kurt-Eisner-Straße 33                                                                                     | Schule                                                       | Alte Schule | 094 85551          |                |                |
| Lindenplatz 12                                                                                            | Wohnhaus                                                     | | 094 95940          |                |                |
| Messerschmiedestraße 1                                                                                    | Wohnhaus                                                     | | 094 17915          |                |                |
| Messerschmiedestraße 2                                                                                    | Wohnhaus                                                     | | 094 17916          |                |                |
| Messerschmiedestraße 3                                                                                    | Wohnhaus                                                     | | 094 17948          |                |                |
| Messerschmiedestraße 17                                                                                   | Kaufmannshof                                                 | | 094 17926          |                |                |
| Messerschmiedestraße 20                                                                                   | Wohnhaus                                                     | | 094 17928          |                |                |
| Neumarkt 16                                                                                               | Ackerbürgerhof                                               | Ackerbürgerhof, nach Genehmigung 2015 abgebrochen. Die Austragung aus dem Denkmalverzeichnis erfolgte im gleichen Jahr. | 094 85412          |                |                |
| Nicolaiplatz 5                                                                                            | Wohn- und Geschäftshaus                                      | | 094 85418          |                |                |
| Posaer Straße 18, 19, Tröglitzer Straße 1, 2                                                              | Möbelfabrik und Kunstwerkstätten Theodor Pucklitzsch/Kunstmö | Fabrik, im Jahr 2018 wurde die Denkmaleigenschaft wegen eines Falls von Verfall, Abbruch aus bauordnungsrechtlichen Gründen oder ungenehmigte Veränderungen aberkannt | 094 96130          | Baudenkmal     |                |
| Ritterstraße 16                                                                                           | Wohnhaus                                                     | | 094 85435          |                |                |
| Rothestraße 21                                                                                            | Wohnhaus                                                     | | 094 86734          |                |                |
| Rothestraße 22                                                                                            | Wohnhaus                                                     | | 094 86735          |                |                |
| Rothestraße 26                                                                                            | Wohnhaus                                                     | | 094 86738          |                |                |
| Rothestraße 30                                                                                            | Wohnhaus                                                     | | 094 86740          |                |                |
| Salzstraße 4                                                                                              | Wohnhaus                                                     | | 094 85444          |                |                |
| Scharrenstraße 8                                                                                          | Wohnhaus                                                     | | 094 85445          |                |                |
| Scharrenstraße 27                                                                                         | Wohnhaus                                                     | | 094 86769          |                |                |
| Scharrenstraße 29                                                                                         | Wohnhaus                                                     | Wohnhaus | 094 85452          |                |                |
| Schützenstraße 3 (Karte)                                                                                  | Wohn- und Geschäftshaus                                      | Wohn- und Geschäftshaus Der Abbruch wurde im April 2017 vom Landesverwaltungsamt genehmigt. 2024 erfolgte die Streichung im Denkmalverzeichnis. | 094 96085          | Baudenkmal     | BW             |
| Schützenstraße 5 (Karte)                                                                                  | Wohnhaus                                                     | Wohnhaus Der Abbruch wurde im April 2017 vom Landesverwaltungsamt genehmigt. 2024 erfolgte die Streichung im Denkmalverzeichnis. | 094 96086          | Baudenkmal     | Wohnhaus       |
| Schützenstraße 7 (Karte)                                                                                  | Wohn- und Geschäftshaus                                      | Wohn- und Geschäftshaus | 094 96088          |                | BW             |
| Schützenstraße 9 (Karte)                                                                                  | Wohnhaus                                                     | | 094 96089          |                | BW             |
| Schützenstraße 13                                                                                         | Wohnhaus                                                     | | 094 96090          |                |                |
| Steinsgraben 28                                                                                           | Wohnhaus                                                     | | 094 96106          |                |                |
| Steintorvorstadt 13 (Karte)                                                                               | Wohnhaus                                                     | Wohnhaus Wohnhaus der ehemaligen Hanfmühle, schlichter zweigeschossiger Bruchstein-/Fachwerkbau, Satteldach (ehemals Krüppelwalm), originale Dachhäuschen, gestalterisch wichtig die Fensterläden; letztes Gebäude am Stadtrand der Zeit vor 1800; im Jahr 2023 wurde es abgerissen und aus dem Denkmalverzeichnis gestrichen. | 094 85462          | Baudenkmal     | BW             |
| Stephanstraße 2                                                                                           | Wohnhaus                                                     | | 094 85574          |                |                |
| Stephanstraße 31 (Karte)                                                                                  | Ackerbürgerhof                                               | | 094 85575          |                | Ackerbürgerhof |
| Taubenberg Am Knittelholz                                                                                 | Gaststätte                                                   | Ausflugsgaststätte „Waldhaus“, „Am Knittelholz“ | 094 96159          |                |                |
| Theodor-Arnold-Promenade 3                                                                                | Fabrik                                                       | | 094 85620          |                |                |
| Tiergartenstraße 10                                                                                       | Wohnhaus                                                     | | 094 86675          |                |                |
| Von-Harnack-Straße 34 (Karte)                                                                             | Wohnhaus                                                     | | 094 96141          |                | BW             |
| Wasservorstadt 13 (Karte)                                                                                 | Wohn- und Geschäftshaus                                      | | 094 96152          |                | BW             |
| Wasservorstadt 13, 14, 15, 16/17, 17a, 18 (Karte)                                                         | Straßenzeile                                                 | | 094 86742          |                | BW             |
| Wasservorstadt 14 (Karte)                                                                                 | Wohnhaus                                                     | | 094 96153          |                | BW             |
| Wasservorstadt 17a                                                                                        | Wohn- und Geschäftshaus                                      | | 094 96154          |                |                |

## Legende
In den Spalten befinden sich folgende Informationen:
- Lage: Nennt den Straßennamen und wenn vorhanden die Hausnummer des Kulturdenkmals. Die Grundsortierung der Liste erfolgt nach dieser Adresse. Der Link „Karte“ führt zu verschiedenen Kartendarstellungen und nennt die geographischen Koordinaten.
Link zu einem Kartenansichtstool, um Koordinaten zu setzen. In der Kartenansicht sind Baudenkmale ohne Koordinaten mit einem roten bzw. orangen Marker dargestellt und können in der Karte gesetzt werden. Baudenkmale ohne Bild sind mit einem blauen bzw. roten Marker gekennzeichnet, Baudenkmale mit Bild mit einem grünen bzw. orangen Marker.
- Offizielle Bezeichnung: Nennt den Namen, die Bezeichnung oder zumindest die Art des Kulturdenkmals und verlinkt, soweit vorhanden, auf den Artikel zum Objekt.
- Beschreibung: Nennt bauliche und geschichtliche Einzelheiten des Kulturdenkmals, vorzugsweise die Denkmaleigenschaften.
- Erfassungsnummer: Für jedes Kulturdenkmal wird in Sachsen-Anhalt eine 20stellige Erfassungsnummer vergeben. Die letzten zwölf Ziffern werden für die Untergliederung nach Teilobjekten genutzt und werden nur angegeben, soweit vergeben. In dieser Spalte kann sich folgendes Icon  befinden, dies führt zu Angaben zu diesem Baudenkmal bei Wikidata.
- Ausweisungsart: Die Einordnung des Denkmales nach § 2 Abs. 2 DenkmSchG LSA
- Bild: Ein Bild des Denkmales, und gegebenenfalls einen Link zu weiteren Fotos des Kulturdenkmals im Medienarchiv Wikimedia Commons. Wenn man auf das Kamerasymbol klickt, können Fotos zu Kulturdenkmalen aus dieser Liste hochgeladen werden: